# Parlament Barbadosu
Parlament Barbadosu (ang. Parliament of Barbados) – główny organ władzy ustawodawczej na Barbadosie. Parlament ma charakter bikameralny i składa się z Izby Zgromadzenia oraz Senatu. 
Kadencja obu izb trwa pięć lat. Izba Zgromadzenia liczy 30 deputowanych, pochodzących z wyborów bezpośrednich przeprowadzanych w jednomandatowych okręgach wyborczych z zastosowaniem ordynacji większościowej. Senat, liczący 21 członków, pochodzi w całości z nominacji prezydenta, przy czym część kandydatów wskazuje mu premier, część lider opozycji, a część prezydent dobiera zupełnie samodzielnie. 

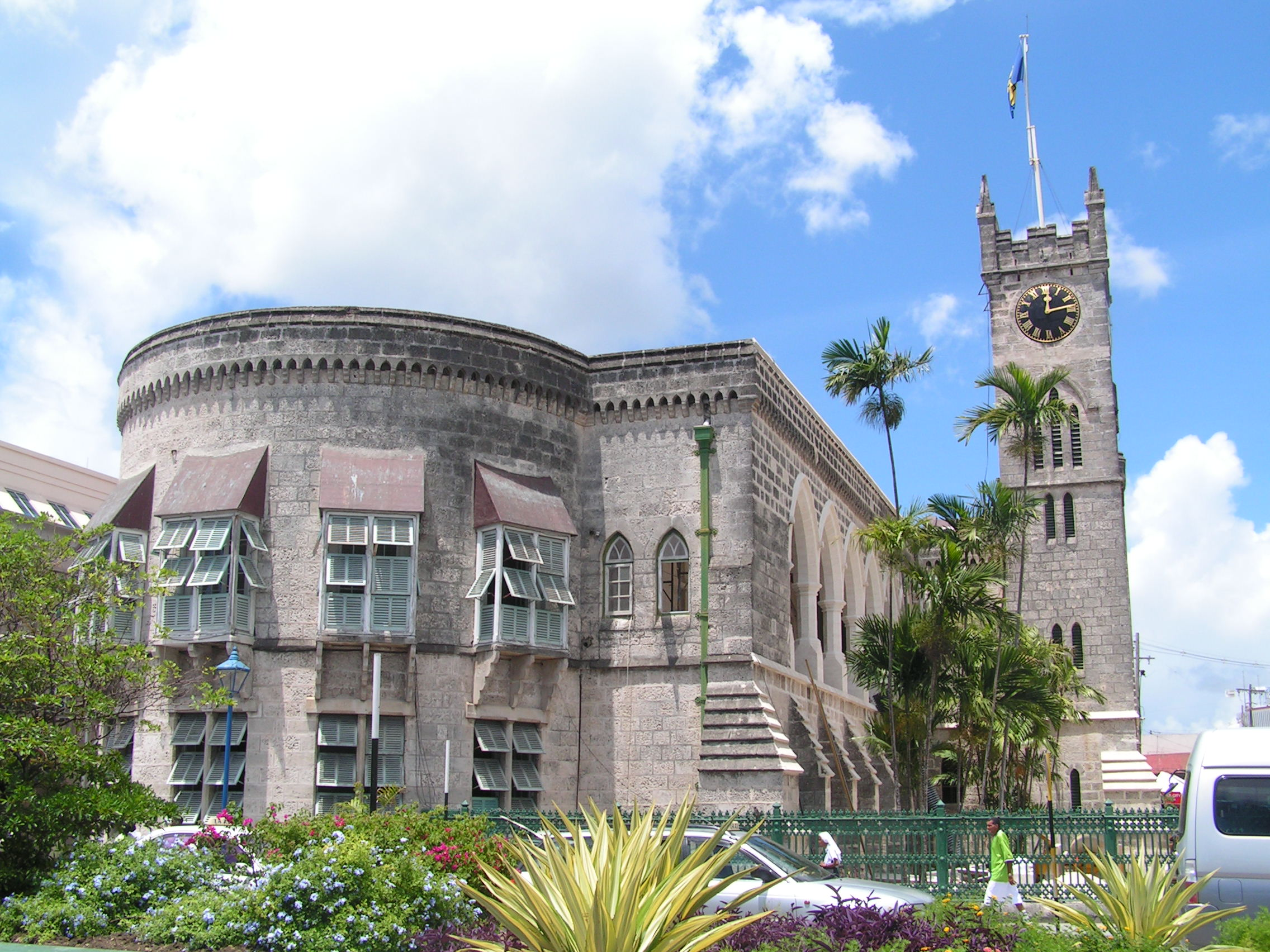
Jedno ze skrzydeł gmachu parlamentu